# Sarcochlamys pulcherrima
Sarcochlamys pulcherrima är en nässelväxtart som beskrevs av Gaud.. Sarcochlamys pulcherrima ingår i släktet Sarcochlamys och familjen nässelväxter. Inga underarter finns listade i Catalogue of Life.